# 加拉尔达
加拉尔达（西班牙語：Garralda）是西班牙纳瓦拉的一个市镇。总面积22平方公里，总人口200人（2001年），人口密度9人/平方公里。